# Marian Kasprzyk
Marian Kasprzyk (n. 22 septembrie 1939, Kielce, Polonia) este un boxer ce a reprezentat Polonia, medaliat olimpic. A participat la 3 ediții ale Jocurilor Olimpice (1960, 1964, 1968) în care a câștigat o medalie de aur și o medalie de bronz.